# Doo-Wops & Hooligans
Doo-Wops & Hooligans là album phòng thu đầu tay của ca sĩ kiêm sáng tác nhạc người Mỹ Bruno Mars, phát hành ngày 4 tháng 10 năm 2010 bởi Atlantic Records và Elektra Records. Sau khi góp giọng trong một số bài hát của nghệ sĩ khác và gặt hái nhiều thành công, Mars bắt đầu thực hiện album đầu tay với nhóm sáng tác và sản xuất của anh The Smeezingtons, bên cạnh sự tham gia hợp tác từ một số nhà sản xuất như Needlz và Supa Dups. Đây là một bản thu âm pop, reggae pop và R&B kết hợp với một số âm hưởng từ soul, reggae và rock, với nội dung ca từ đề cập đến sự lạc quan trước những mối quan hệ tan vỡ, nỗi đau và sự cô đơn. Tiêu đề của đĩa nhạc được chọn để phản ánh sự đơn giản và thu hút đến cả khán giả nam lẫn nữ. Ngoài ra, Doo-Wops & Hooligans còn có sự tham gia góp giọng của CeeLo Green, B.o.B và Damian Marley. Trước khi ra mắt album, nam ca sĩ phát hành đĩa mở rộng It's Better If You Don't Understand (2010) với tất cả những bản nhạc sau đò đều được đưa vào album.
Sau khi phát hành, Doo-Wops & Hooligans đa phần nhận được những phản ứng tích cực từ các nhà phê bình âm nhạc, trong đó họ đánh giá cao giai điệu dễ nghe và khâu sản xuất hiệu quả, đồng thời so sánh tác phẩm với âm nhạc của Michael Jackson và Jason Mraz, mặc dù số khác cảm thấy rằng album đang cố gắng quá mức để thu hút tất cả nhóm người nghe. Đĩa nhạc còn nhận được bảy đề cử giải Grammy trong hai năm liên tiếp, bao gồm đề cử cho Album của năm  tại lễ trao giải thường niên lần thứ 54. Doo-Wops & Hooligans cũng gặt hái những thành công lớn về mặt thương mại, đứng đầu các bảng xếp hạng tại Canada, Hà Lan, Đức, Ireland, Thụy Sĩ và Vương quốc Anh, đồng thời lọt vào top 10 ở nhiều quốc gia khác, bao gồm vươn đến top 5 ở những thị trường lớn như Úc, Áo, Đan Mạch, Phần Lan và New Zealand. Album ra mắt ở vị trí thứ ba trên bảng xếp hạng Billboard 200 tại Hoa Kỳ với 55,000 bản, trở thành album đầu tiên của Mars vươn đến top 10 và là đĩa nhạc đầu tay trụ hạng lâu nhất trong lịch sử tại đây.
Sáu đĩa đơn đã được phát hành từ Doo-Wops & Hooligans. Hai đĩa đơn đầu tiên "Just the Way You Are" và "Grenade" thống trị các bảng xếp hạng ở nhiều quốc gia, đồng thời trở thành hai đĩa đơn bán chạy nhất thế giới trong năm 2011 và giúp Mars chiến thắng giải Grammy đầu tiên trong sự nghiệp ở hạng mục Trình diễn giọng pop nam xuất sắc nhất với "Just the Way You Are". Những đĩa đơn tiếp theo "The Lazy Song" và "Marry You" cũng tiếp nối những thành công tương tự về mặt thương mại khi vươn đến top 10 ở nhiều thị trường nổi bật, trong khi "Talking to the Moon" và "Count On Me" chỉ được phát hành giới hạn. Để quảng bá album, nam ca sĩ trình diễn trên nhiều chương trình truyền hình và lễ trao giải lớn, như The Ellen DeGeneres Show, Saturday Night Live, Today và giải Grammy lần thứ 53, cũng như thực hiện hai chuyến lưu diễn Hooligans in Wondaland Tour (2011) với Janelle Monáe và The Doo-Wops & Hooligans Tour (2010-12). Tính đến nay, Doo-Wops & Hooligans đã bán được hơn 15 triệu bản trên toàn cầu.

## Danh sách bài hát
| Doo-Wops & Hooligans – Phiên bản tiêu chuẩn | Doo-Wops & Hooligans – Phiên bản tiêu chuẩn         | Doo-Wops & Hooligans – Phiên bản tiêu chuẩn                                                                                  | Doo-Wops & Hooligans – Phiên bản tiêu chuẩn | Doo-Wops & Hooligans – Phiên bản tiêu chuẩn |
| STT                                         | Nhan đề                                             | Sáng tác | Sản xuất                                    | Thời lượng                                  |
| ------------------------------------------- | --------------------------------------------------- | --- | ------------------------------------------- | ------------------------------------------- |
| 1.                                          | "Grenade"                                           | Bruno Mars Philip Lawrence Ari Levine Brody Brown Claude Kelly Andrew Wyatt                                                  | The Smeezingtons                            | 3:42                                        |
| 2.                                          | "Just the Way You Are"                              | Mars Lawrence Levine Khalil Walton Khari Cain                                                                                | The Smeezingtons Needlz                     | 3:40                                        |
| 3.                                          | "Our First Time"                                    | Mars Lawrence Levine Dwayne Chin-quee Mitchum Chin                                                                           | The Smeezingtons Chin-quee                  | 4:03                                        |
| 4.                                          | "Runaway Baby"                                      | Mars Lawrence Levine Brown                                                                                                   | The Smeezingtons                            | 2:27                                        |
| 5.                                          | "The Lazy Song"                                     | Mars Lawrence Levine K'naan                                                                                                  | The Smeezingtons                            | 3:15                                        |
| 6.                                          | "Marry You"                                         | Mars Lawrence Levine | The Smeezingtons                            | 3:50                                        |
| 7.                                          | "Talking to the Moon"                               | Mars Lawrence Levine Albert Winkler Jeff Bhasker                                                                             | The Smeezingtons Bhasker [a]                | 3:37                                        |
| 8.                                          | "Liquor Store Blues" (hợp tác với Damian Marley)    | Mars Lawrence Levine Chin-quee Chin Damian Marley Thomas Pentz                                                               | The Smeezingtons Chin-quee                  | 3:49                                        |
| 9.                                          | "Count On Me"                                       | Mars Lawrence Levine | The Smeezingtons                            | 3:17                                        |
| 10.                                         | "The Other Side" (hợp tác với CeeLo Green và B.o.B) | Mars Lawrence Levine Brown Mike Caren Patrick Stump Kaveh Rastegar John Wicks Jeremy Ruzumna Joshua Lopez Bobby Simmons, Jr. | The Smeezingtons                            | 3:47                                        |
| Tổng thời lượng:                            | Tổng thời lượng:                                    | Tổng thời lượng: | Tổng thời lượng:                            | 35:27                                       |

| Doo-Wops & Hooligans – Phiên bản tại Châu Âu (bản nhạc bổ sung) | Doo-Wops & Hooligans – Phiên bản tại Châu Âu (bản nhạc bổ sung) | Doo-Wops & Hooligans – Phiên bản tại Châu Âu (bản nhạc bổ sung) | Doo-Wops & Hooligans – Phiên bản tại Châu Âu (bản nhạc bổ sung) | Doo-Wops & Hooligans – Phiên bản tại Châu Âu (bản nhạc bổ sung) |
| STT                                                             | Nhan đề                                                         | Sáng tác                                                        | Sản xuất                                                        | Thời lượng                                                      |
| --------------------------------------------------------------- | --------------------------------------------------------------- | --------------------------------------------------------------- | --------------------------------------------------------------- | --------------------------------------------------------------- |
| 11.                                                             | "Somewhere in Brooklyn"                                         | Mars Lawrence Levine                                            | The Smeezingtons                                                | 3:01                                                            |
| 12.                                                             | "Talking to the Moon" (bản Acoustic Piano)                      | Mars Lawrence Levine Winkler Bhasker                            | The Smeezingtons Bhasker [a]                                    | 3:37                                                            |

| Doo-Wops & Hooligans – Phiên bản cao cấp trên iTunes Store (bản nhạc bổ sung) | Doo-Wops & Hooligans – Phiên bản cao cấp trên iTunes Store (bản nhạc bổ sung) | Doo-Wops & Hooligans – Phiên bản cao cấp trên iTunes Store (bản nhạc bổ sung) | Doo-Wops & Hooligans – Phiên bản cao cấp trên iTunes Store (bản nhạc bổ sung) | Doo-Wops & Hooligans – Phiên bản cao cấp trên iTunes Store (bản nhạc bổ sung) |
| STT                                                                           | Nhan đề                                                                       | Sáng tác                                                                      | Sản xuất                                                                      | Thời lượng                                                                    |
| ----------------------------------------------------------------------------- | ----------------------------------------------------------------------------- | ----------------------------------------------------------------------------- | ----------------------------------------------------------------------------- | ----------------------------------------------------------------------------- |
| 11.                                                                           | "Just the Way You Are (Remix)" (hợp tác với Lupe Fiasco)                      | Mars Lawrence Levine Walton Cain                                              | The Smeezingtons Needlz                                                       | 3:58                                                                          |
| 12.                                                                           | "Somewhere in Brooklyn"                                                       | Mars Lawrence Levine                                                          | The Smeezingtons                                                              | 3:01                                                                          |
| 13.                                                                           | "Just the Way You Are" (Video ca nhạc)                                        |                                                                               |                                                                               | 3:56                                                                          |
| 14.                                                                           | "The Other Side" (hợp tác với CeeLo Green và B.o.B) (Video ca nhạc)           |                                                                               |                                                                               | 3:46                                                                          |

| Doo-Wops & Hooligans – Phiên bản cao cấp và Tour (bản nhạc bổ sung) | Doo-Wops & Hooligans – Phiên bản cao cấp và Tour (bản nhạc bổ sung) | Doo-Wops & Hooligans – Phiên bản cao cấp và Tour (bản nhạc bổ sung)              | Doo-Wops & Hooligans – Phiên bản cao cấp và Tour (bản nhạc bổ sung) | Doo-Wops & Hooligans – Phiên bản cao cấp và Tour (bản nhạc bổ sung) |
| STT                                                                 | Nhan đề                                                             | Sáng tác                                                                         | Sản xuất                                                            | Thời lượng                                                          |
| ------------------------------------------------------------------- | ------------------------------------------------------------------- | -------------------------------------------------------------------------------- | ------------------------------------------------------------------- | ------------------------------------------------------------------- |
| 11.                                                                 | "Just the Way You Are" (hợp tác với Lupe Fiasco)                    | Mars Lawrence Levine Walton Cain                                                 | The Smeezingtons Needlz                                             | 3:58                                                                |
| 12.                                                                 | "Somewhere in Brooklyn"                                             | Mars Lawrence Levine                                                             | The Smeezingtons                                                    | 3:01                                                                |
| 13.                                                                 | "Talking to the Moon" (bản Acoustic Piano)                          | Mars Lawrence Levine Winkler Bhasker                                             | The Smeezingtons Bhasker [a]                                        | 3:37                                                                |
| 14.                                                                 | "Just the Way You Are" (bản Walmart Soundcheck) (Trực tiếp)         | Mars Lawrence Levine Walton Cain                                                 |                                                                     | 4:28                                                                |
| 15.                                                                 | "Grenade" (bản Walmart Soundcheck) (Trực tiếp)                      | Mars Lawrence Levine Brown Kelly Wyatt                                           |                                                                     | 4:37                                                                |
| 16.                                                                 | "The Other Side" (bản Walmart Soundcheck) (Trực tiếp)               | Mars Lawrence Levine Brown Caren Stump Rastegar Wicks Ruzumna Lopez Simmons, Jr. |                                                                     | 2:59                                                                |

| Doo-Wops & Hooligans – Phiên bản Bạch kim tại Nhật Bản (bản nhạc bổ sung) | Doo-Wops & Hooligans – Phiên bản Bạch kim tại Nhật Bản (bản nhạc bổ sung) | Doo-Wops & Hooligans – Phiên bản Bạch kim tại Nhật Bản (bản nhạc bổ sung) | Doo-Wops & Hooligans – Phiên bản Bạch kim tại Nhật Bản (bản nhạc bổ sung) | Doo-Wops & Hooligans – Phiên bản Bạch kim tại Nhật Bản (bản nhạc bổ sung) |
| STT                                                                       | Nhan đề                                                                   | Sáng tác                                                                  | Sản xuất                                                                  | Thời lượng                                                                |
| ------------------------------------------------------------------------- | ------------------------------------------------------------------------- | ------------------------------------------------------------------------- | ------------------------------------------------------------------------- | ------------------------------------------------------------------------- |
| 17.                                                                       | "Grenade" (The Hooligans Remix)                                           | Mars Lawrence Levine Brown Kelly Wyatt                                    | The Smeezingtons The Hooligans [b]                                        | 3:30                                                                      |
| 18.                                                                       | "Grenade" (Passion Pit Remix)                                             | Mars Lawrence Levine Brown Kelly Wyatt                                    | The Smeezingtons Passion Pit [b]                                          | 6:10                                                                      |
| 19.                                                                       | "Grenade" (Dexpistols Remix)                                              | Mars Lawrence Levine Brown Kelly Wyatt                                    | The Smeezingtons Dexpistols [b]                                           | 4:19                                                                      |

Ghi chú
- ^a  nghĩa là đồng sản xuất
- ^b  nghĩa là người phối lại

## Xếp hạng
| Bảng xếp hạng (2010–2025)                | Vị trí cao nhất |
| ---------------------------------------- | --------------- |
| Album Úc (ARIA)                          | 2               |
| Album Áo (Ö3 Austria)                    | 2               |
| Album Bỉ (Ultratop Vlaanderen)           | 1               |
| Album Bỉ (Ultratop Wallonie)             | 14              |
| Album Canada (Billboard)                 | 1               |
| Album Đan Mạch (Hitlisten)               | 3               |
| Album Hà Lan (Album Top 100)             | 1               |
| Album Phần Lan (Suomen virallinen lista) | 3               |
| Album Pháp (SNEP)                        | 13              |
| Album Đức (Offizielle Top 100)           | 1               |
| Album Hy Lạp (IFPI)                      | 91              |
| Album Hungaria (MAHASZ)                  | 27              |
| Album Ireland (IRMA)                     | 1               |
| Album Ý (FIMI)                           | 11              |
| Album Nhật Bản (Oricon)                  | 14              |
| Album Lithuania (AGATA)                  | 25              |
| Album México (Top 100 Mexico)            | 5               |
| Album New Zealand (RMNZ)                 | 2               |
| Album Na Uy (VG-lista)                   | 10              |
| Album Ba Lan (ZPAV)                      | 7               |
| Album Bồ Đào Nha (AFP)                   | 6               |
| Album Scotland (OCC)                     | 1               |
| Album Tây Ban Nha (PROMUSICAE)           | 9               |
| Album Thụy Điển (Sverigetopplistan)      | 6               |
| Album Thụy Sĩ (Schweizer Hitparade)      | 1               |
| Album Anh Quốc (OCC)                     | 1               |
| Album Hoa Kỳ Billboard 200               | 3               |

| Bảng xếp hạng (2010)                | Vị trí |
| ----------------------------------- | ------ |
| Album Úc (ARIA)                     | 45     |
| Album New Zealand (RMNZ)            | 26     |
| Bảng xếp hạng (2011)                | Vị trí |
| Album Úc (ARIA)                     | 3      |
| Album Áo (Ö3 Austria)               | 10     |
| Album Bỉ (Ultratop Flanders)        | 5      |
| Album Bỉ (Ultratop Wallonia)        | 38     |
| Album Canada (Billboard)            | 6      |
| Album Đan Mạch (Hitlisten)          | 8      |
| Album Hà Lan (Album Top 100)        | 5      |
| Album Pháp (SNEP)                   | 34     |
| Album Đức (Offizielle Top 100)      | 4      |
| Album New Zealand (RMNZ)            | 2      |
| Album Tây Ban Nha (PROMUSICAE)      | 44     |
| Album Thụy Điển (Sverigetopplistan) | 45     |
| Album Thụy Sĩ (Schweizer Hitparade) | 4      |
| Album Anh Quốc (OCC)                | 3      |
| Hoa Kỳ Billboard 200                | 12     |
| Bảng xếp hạng (2012)                | Vị trí |
| Album Úc (ARIA)                     | 25     |
| Album Bỉ (Ultratop Flanders)        | 80     |
| Album Pháp (SNEP)                   | 105    |
| Album Đức (Offizielle Top 100)      | 97     |
| Album New Zealand (RMNZ)            | 15     |
| Album Thụy Sĩ (Schweizer Hitparade) | 50     |
| Album Anh Quốc (OCC)                | 26     |
| Hoa Kỳ Billboard 200                | 60     |
| Hoa Kỳ Billboard Catalog Albums     | 35     |
| Bảng xếp hạng (2013)                | Vị trí |
| Album Úc (ARIA)                     | 55     |
| Album Nhật Bản (Oricon)             | 73     |
| Album New Zealand (RMNZ)            | 45     |
| Hoa Kỳ Billboard 200                | 73     |
| Hoa Kỳ Billboard Catalog Albums     | 2      |
| Bảng xếp hạng (2014)                | Vị trí |
| Album Thụy Điển (Sverigetopplistan) | 92     |
| Hoa Kỳ Billboard 200                | 87     |
| Bảng xếp hạng (2015)                | Vị trí |
| Album Thụy Điển (Sverigetopplistan) | 77     |
| Hoa Kỳ Billboard 200                | 94     |
| Bảng xếp hạng (2016)                | Vị trí |
| Album Đan Mạch (Hitlisten)          | 77     |
| Album Thụy Điển (Sverigetopplistan) | 78     |
| Hoa Kỳ Billboard 200                | 147    |

| Bảng xếp hạng (2017)                | Vị trí |
| ----------------------------------- | ------ |
| Album Đan Mạch (Hitlisten)          | 76     |
| Album Thụy Điển (Sverigetopplistan) | 84     |
| Hoa Kỳ Billboard 200                | 88     |
| Bảng xếp hạng (2018)                | Vị trí |
| Album Đan Mạch (Hitlisten)          | 81     |
| Album Iceland (Tónlistinn)          | 97     |
| Album Nhật Bản (Billboard Japan)    | 97     |
| Album Thụy Điển (Sverigetopplistan) | 80     |
| Hoa Kỳ Billboard 200                | 120    |
| Bảng xếp hạng (2019)                | Vị trí |
| Album Bỉ (Ultratop Flanders)        | 101    |
| Album Đan Mạch (Hitlisten)          | 87     |
| Album Thụy Điển (Sverigetopplistan) | 100    |
| Hoa Kỳ Billboard 200                | 167    |
| Bảng xếp hạng (2020)                | Vị trí |
| Album Bỉ (Ultratop Flanders)        | 66     |
| Album Đan Mạch (Hitlisten)          | 70     |
| Album Hà Lan (Album Top 100)        | 51     |
| Album Iceland (Tónlistinn)          | 83     |
| Album Thụy Điển (Sverigetopplistan) | 91     |
| Hoa Kỳ Billboard 200                | 142    |
| Bảng xếp hạng (2021)                | Vị trí |
| Album Úc (ARIA)                     | 48     |
| Album Bỉ (Ultratop Flanders)        | 32     |
| Album Bỉ (Ultratop Wallonia)        | 135    |
| Album Đan Mạch (Hitlisten)          | 30     |
| Album Hà Lan (Album Top 100)        | 33     |
| Album Iceland (Tónlistinn)          | 34     |
| Album New Zealand (RMNZ)            | 31     |
| Album Na Uy (VG-lista)              | 29     |
| Album Thụy Điển (Sverigetopplistan) | 47     |
| Album Anh Quốc (OCC)                | 60     |
| Hoa Kỳ Billboard 200                | 94     |
| Bảng xếp hạng (2022)                | Vị trí |
| Album Úc (ARIA)                     | 43     |
| Album Bỉ (Ultratop Flanders)        | 34     |
| Album Bỉ (Ultratop Wallonia)        | 114    |
| Album Đan Mạch (Hitlisten)          | 32     |
| Album Hà Lan (Album Top 100)        | 24     |
| Album Iceland (Tónlistinn)          | 26     |
| Album Thụy Điển (Sverigetopplistan) | 65     |
| Album Thụy Sĩ (Schweizer Hitparade) | 65     |
| Album Anh Quốc (OCC)                | 54     |
| Hoa Kỳ Billboard 200                | 86     |
| Bảng xếp hạng (2023)                | Vị trí |
| Album Úc (ARIA)                     | 52     |
| Album Bỉ (Ultratop Flanders)        | 39     |
| Album Bỉ (Ultratop Wallonia)        | 95     |
| Album Đan Mạch (Hitlisten)          | 42     |
| Album Hà Lan (Album Top 100)        | 29     |
| Album Iceland (Tónlistinn)          | 48     |
| Album New Zealand (RMNZ)            | 35     |
| Album Thụy Điển (Sverigetopplistan) | 60     |
| Album Thụy Sĩ (Schweizer Hitparade) | 33     |
| Album Anh Quốc (OCC)                | 58     |
| Hoa Kỳ Billboard 200                | 89     |
| Bảng xếp hạng (2024)                | Vị trí |
| Album Úc (ARIA)                     | 59     |
| Album Úc Hip Hop/R&B (ARIA)         | 15     |
| Album Bỉ (Ultratop Flanders)        | 29     |
| Album Bỉ (Ultratop Wallonia)        | 78     |
| Album Đan Mạch (Hitlisten)          | 49     |
| Album Hà Lan (Album Top 100)        | 27     |
| Album Iceland (Tónlistinn)          | 64     |
| Album Thụy Điển (Sverigetopplistan) | 74     |
| Album Thụy Sĩ (Schweizer Hitparade) | 24     |
| Album Anh Quốc (OCC)                | 73     |
| Hoa Kỳ Billboard 200                | 109    |

| Bảng xếp hạng (2010–2019) | Vị trí |
| ------------------------- | ------ |
| Album Úc (ARIA)           | 10     |
| Album Anh Quốc (OCC)      | 14     |
| Hoa Kỳ Billboard 200      | 54     |

## Chứng nhận
| Quốc gia | Chứng nhận   | Số đơn vị/doanh số chứng nhận |
| --- | ------------ | ----------------------------- |
| Úc (ARIA) | 4× Bạch kim  | 280.000^                      |
| Áo (IFPI Áo) | Bạch kim     | 20.000*                       |
| Bỉ (BEA) | Bạch kim     | 30.000*                       |
| Brasil (Pro-Música Brasil) | Bạch kim     | 40.000*                       |
| Canada (Music Canada) | 3× Bạch kim  | 240.000^                      |
| Đan Mạch (IFPI Đan Mạch) | 7× Bạch kim  | 140.000‡                      |
| Pháp (SNEP) | 2× Bạch kim  | 200.000*                      |
| Đức (BVMI) | 5× Vàng      | 750.000^                      |
| Ireland (IRMA) | 4× Bạch kim  | 60.000^                       |
| Ý (FIMI) | 2× Bạch kim  | 100.000‡                      |
| Nhật Bản (RIAJ) | Bạch kim     | 250.000^                      |
| Nhật Bản (RIAJ) Nhạc số | Vàng         | 100.000*                      |
| México (AMPROFON) | Vàng         | 30.000^                       |
| Hà Lan (NVPI) | Vàng         | 25.000^                       |
| New Zealand (RMNZ) | 11× Bạch kim | 165.000‡                      |
| Philippines (PARI) | 2× Kim cương | 300.000*                      |
| Ba Lan (ZPAV) | Vàng         | 10.000*                       |
| Bồ Đào Nha (AFP) | Vàng         | 10.000^                       |
| Singapore (RIAS) | 4× Bạch kim  | 40.000*                       |
| Tây Ban Nha (PROMUSICAE) | Bạch kim     | 60.000‡                       |
| Thụy Điển (GLF) | Vàng         | 20.000‡                       |
| Thụy Sĩ (IFPI) | 2× Bạch kim  | 60.000^                       |
| Anh Quốc (BPI) | 7× Bạch kim  | 2.100.000‡                    |
| Hoa Kỳ (RIAA) | 7× Bạch kim  | 7.000.000‡                    |
| Tổng hợp |              |                               |
| Châu Âu (IFPI) | 3× Bạch kim  | 3.000.000*                    |
| Toàn cầu | —            | 15,000,000                    |
| * Chứng nhận dựa theo doanh số tiêu thụ. ^ Chứng nhận dựa theo doanh số nhập hàng. ‡ Chứng nhận dựa theo doanh số tiêu thụ và phát trực tuyến. |              |                               |